# Projasus bahamondei
Projasus bahamondei är en kräftdjursart som beskrevs av Geroge 1976. Projasus bahamondei ingår i släktet Projasus och familjen Palinuridae. IUCN kategoriserar arten globalt som livskraftig. Inga underarter finns listade i Catalogue of Life.